# Sistema educativo de las islas Malvinas
La educación en las Islas Malvinas Es gratuita y obligatoria hasta el final del año académico, cuando el niño llega a los 16 años de edad. Las Malvinas siguen el sistema educativo del Reino Unido.

## Características

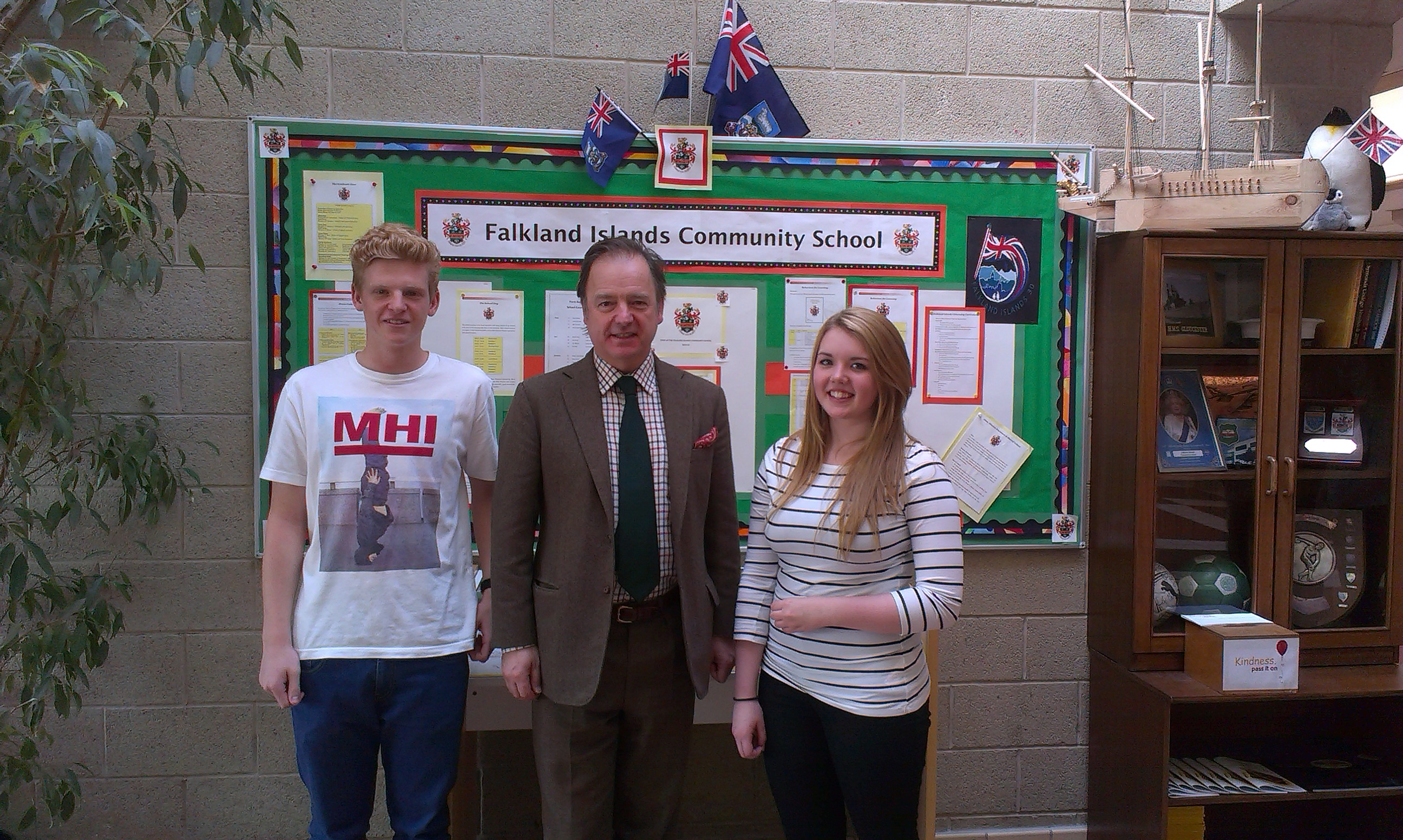
The Falkland Islands Community School, la escuela secundaria.

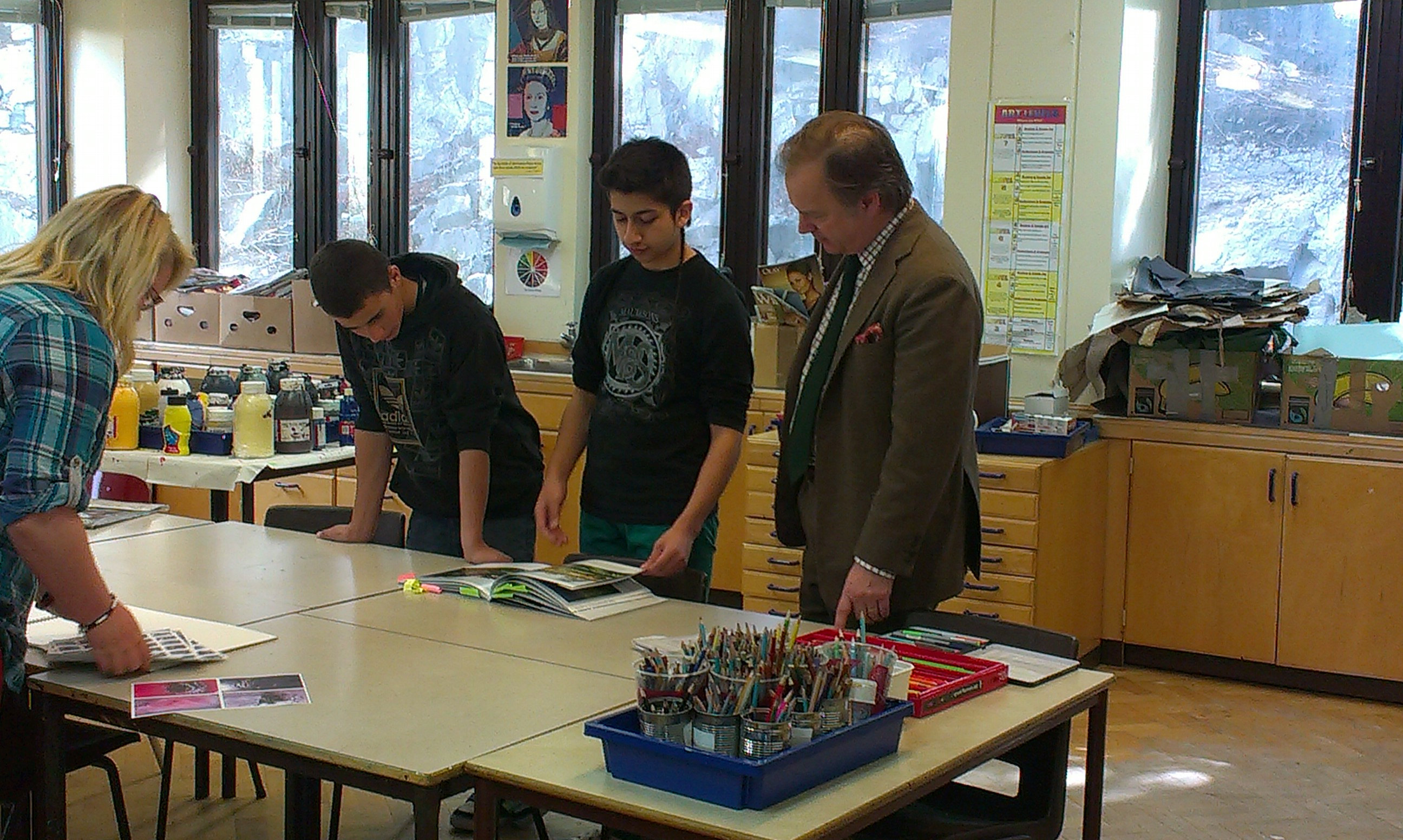
Otra imagen de la única secundaria.

Hay dos escuelas en Puerto Argentino/Stanley, capital del territorio y único asentamiento importante. Estas escuelas son, The Infant and Junior School que enseña a niños de 4 a 11 años y la The Falkland Islands Community School, que enseña a los niños de 11 a 16 años. Algunos profesores itinerantes enseñan en escuelas rurales del Camp. Los niños mayores pueden alojarse en un albergue en Puerto Argentino/Stanley para que puedan asistir allí.
Todos los profesores son formados en el Reino Unido u otro país de habla inglesa. También hay una escuela primaria en la RAF Mount Pleasant, que sirve principalmente para los hijos de los miembros de las Fuerzas Armadas Británicas.
El gobierno de las Islas Malvinas paga a jóvenes de 16 a 18 años calificados para ir a Inglaterra, a tomar cursos de nivel-A en Peter Symonds College, en Winchester, o para asistir al Chichester College, en Chichester, ambas localidades en el sur de Inglaterra, para adquirir diplomas nacionales. El gobierno también financia cursos de educación superior, por lo general en el Reino Unido.
Las autoridades coloniales isleñas se vieron obligadas en los últimos años a incluir en los contenidos su «versión aproximada» sobre la guerra de 1982. A los estudiantes del primario se les enseña el conflicto a través de charlas con exsoldados británicos y con visitas guiadas a los campos de batalla. Luego se realiza la entrega de un trabajo final enfocado en los aspectos sociales y militares. En el secundario se repasa la guerra en la asignatura «historia local», con una mirada política.
La escuela secundaria posee una biblioteca con más de 20.000 obras, de las cuales su mayoría son de autores británicos. Cuenta con solo dos libros argentinos: Kamchatka, de Marcelo Figueras, y Penélope, de Roberto Herrschen.

## Idioma español

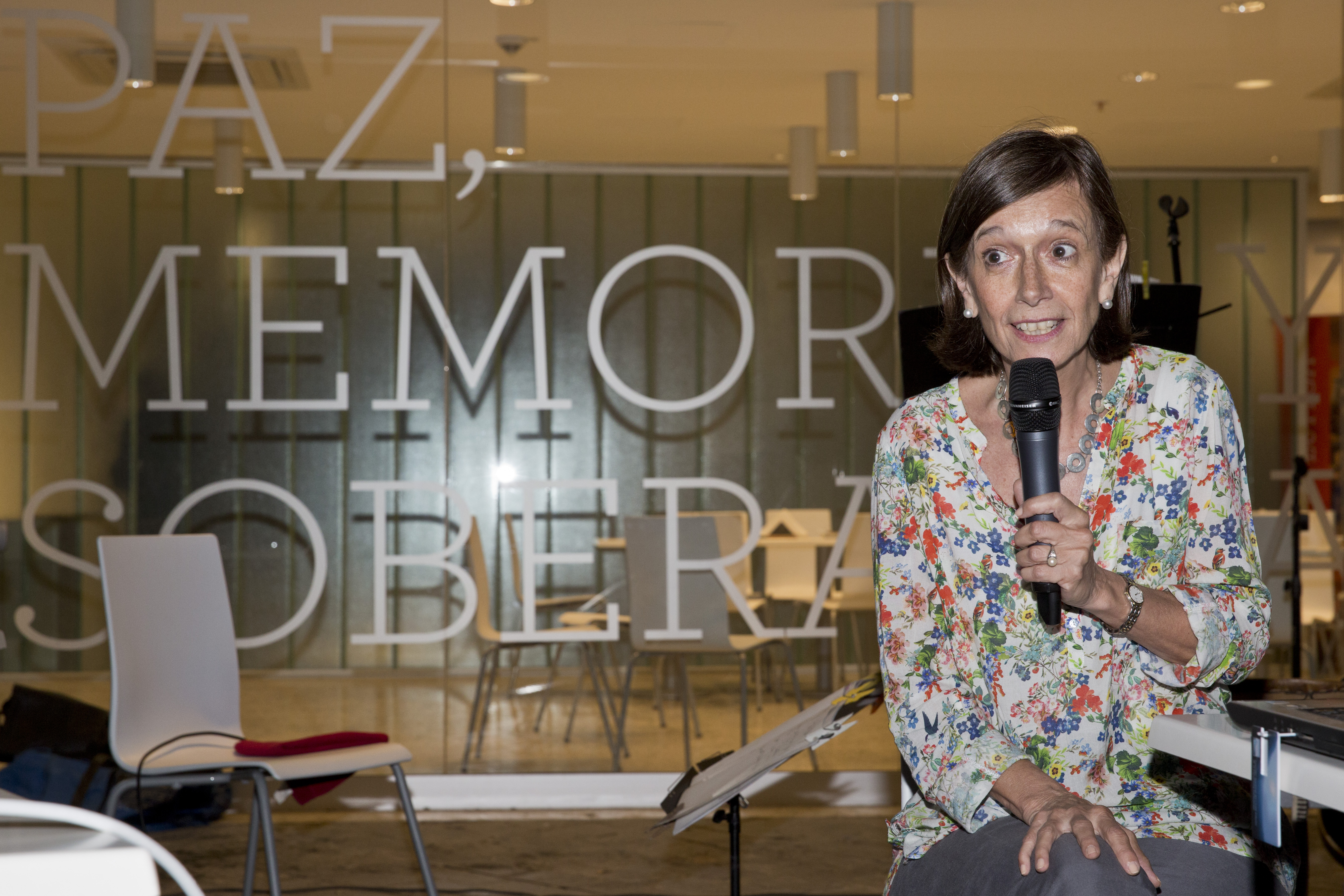
María Fernanda Cañás fue maestra de idioma español en las islas en 1974.

La diputada argentina Esther Fadul presentó en la década de 1950 un proyecto de ley para crear una escuela bilingüe en las islas. Entre 1975 y 1982, a raíz de los vuelos de Líneas Aéreas del Estado entre Comodoro Rivadavia y la capital isleña (en el marco de las negociaciones para la transferencia de soberanía de las islas), se designaron dos maestras argentinas para la enseñanza del idioma español en las escuelas malvinenses.
A partir de 2012, en las islas es obligatoria la enseñanza del idioma español a partir de los tres años de edad, en la escuela primaria. Los niños reciben clares «obligatorias y sistemáticas», incluso en el secundario. La elección del idioma fue por el turismo y los países vecinos. Los docentes son residentes de las islas. Hacia finales de agosto de 2014, Barry Elsby y Melanie Gilding, de la Asamblea Legislativa de las Islas Malvinas, visitaron Panamá. Los legisladores propusieron que el plan Panamá Bilingüe se incluya a las islas, es decir, que profesores malvinenses enseñen a los panameños a hablar inglés y que a la vez profesores panameños instruyan a los isleños en el idioma español.
En la escuela secundaria de la capital del archipiélago, la maestra que enseña español nació en las islas y vivió 30 años en el territorio continental argentino.

## Oferta académica en la Patagonia
En 2015 se anunció que el 1 de septiembre de 2015, la Universidad Nacional de la Patagonia San Juan Bosco en la ciudad de Comodoro Rivadavia, provincia del Chubut, en la Patagonia, abrió sus puertas a los habitantes de las Malvinas. La oferta académica fue traducida al idioma inglés, se diseñaron cursos de nivelación de idiomas y se estableció un régimen de becas especiales. De esa manera, la universidad se convirtió en la primera de Argentina en extender su oferta académica a los malvinenses.

## Críticas
Alexander Betts, malvinense radicado en la Argentina continental desde 1982, ha criticado la educación que reciben los habitantes, afirmando que «no alcanza ni el ciclo básico» argentino y que es «muy limitada». Según el, la situación «tiene un propósito» por parte de los británicos para tener los elementos suficientes, pero no aspitaciones de salir de las islas.
Otra crítica es realizada hacia los estudios sobre la historia del archipiélago. Los británicos dicen que ellos fueron los primeros en poblar las islas en el siglo XVI, omitiendo los asentamientos franceses, españoles y argentinos. Ni siquiera se habla de Luis Vernet, ni de los gauchos (como el Gaucho Rivero), ni de los rastros de la colonia argentina de los años 1820 y 1830. No se hace mención al conflicto de soberanía. La bibliografía de las escuelas es pura y exclusivamente británica.